# カール・ニールセン・モニュメント
『カール・ニールセン・モニュメント』は、デンマークの作曲家カール・ニールセンのモニュメントである。デンマークのコペンハーゲンに設置されており、制作はニールセンの妻であったアネ・マリーイ・カール＝ニールセンが手掛けた。翼をもたないペガサスに跨りパンの笛を吹く若い男を象ったこの彫像は『音楽の天才』（Musikkens Genius）という名前でも知られる。石膏による原案はオーデンセのカール・ニールセン博物館に保管されている。

## 概要
モニュメントは寓話的騎馬像である。馬と人は動的な姿で描写されている。パンの笛を手にする衣服をまとわない若い男はパン、すなわちギリシア神話における音楽の神を表している。その顔は若き頃のカール・ニールセンによく似ている。アネ・マリーイが準備していた初期案ではペガサスの姿に翼が付けられていたが、最終案からは取り除かれている。
アネ・マリーイは意匠について次のように述べている。「私が像によって表現したかったのは前進する動き、生命の感覚、何物も静かに止まってはいないという事実だったのです。」

## 歴史

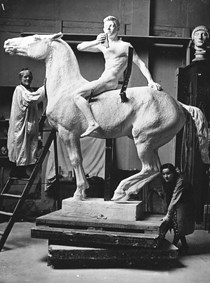
アネ・マリーイ・カール＝ニールセンとペガサス；カール・ニールセン・モニュメントの初期案。アトリエで。

カール・ニールセンは1931年10月3日にこの世を去った。モニュメントは作曲家カール・ニールセンへのモニュメント制作委員会と芸術的目標の増進基金（Fonden til kunstneriske Formaals Fremme）からの寄贈であった。
アネ・マリーイ・カール＝ニールセンがモニュメント設計の委嘱を受けた。Frederiksholms Kanalの26にあるCiviletatens Materialgårdの自らのスタジオにて制作に当たった彼女は次のように記している。「私は詩歌の永遠の象徴である翼を持った馬を用い、その背にひとりの音楽家を置きたいと考えました。彼は急ぎたつ翼の間に腰掛けてコペンハーゲンへめがけて葦の笛を吹いているはずでした。」彼女のデザインに対する論争と資金の不足によりモニュメントの建設は遅延し、ついにはアネ・マリーイ自身が助成金を出すことになってしまった。像は1939年12月17日になってようやく除幕を迎えることができた。